# Kurvintegral

Linjeintegral över det skalära fältet f för en linje längs ytan z = f(x,y)

En kurvintegral, eller linjeintegral, är en integral för vilken evalueringen av integranden sker längs en kurva. Ett flertal olika kurvintegraler förekommer. Om kurvan är sluten kallas integralen även för konturintegral.

## Vektoranalys
En kurvintegral är inom vektoranalysen en integral av ett skalär- eller vektorfält längs en kurva C. Om kurvan kan parametriseras med en funktion {\displaystyle \mathbf {r} (t),\,a\leq t\leq b} kan kurvintegralen definieras av
{\displaystyle \int _{C}\phi \,ds=\int _{a}^{b}\phi (\mathbf {r} (t))\,|\mathbf {r} '(t)|\,dt}
respektive
{\displaystyle \int _{C}\mathbf {F} \cdot \mathbf {dr} =\int _{a}^{b}\mathbf {F} (\mathbf {r} (t))\cdot \mathbf {r} '(t)\,dt}
där högerleden är integraler av en variabel.
Om kurvan C är sluten kallas kurvintegralen cirkulationsintegral och betecknas
{\displaystyle \oint _{C}\mathbf {F} \cdot \mathbf {dr} }
Stokes sats är ett samband mellan cirkulationsintegraler och ytintegraler.

## Komplex analys
Kurvintegralen är ett fundamentalt redskap inom komplex analys. Antag att U är en öppen delmängd av C, γ : [a, b] → U är en kurva av ändlig längd och f : U → C är en funktion. Det går då att definiera kurvintegralen
{\displaystyle \int _{\gamma }f(z)\,dz}
genom att dela in intervallet [a, b] i a = t0 < t1 < ... < tn = b och undersöka uttrycket
{\displaystyle \sum _{1\leq k\leq n}f\left(\;\gamma (t_{k})\;\right)\left[\;\gamma (t_{k})-\gamma (t_{k-1})\;\right]}
Integralen är gränsvärdet då avstånden mellan indelningspunkterna går mot noll.
Om γ är en kontinuerligt differentierbar kurva kan kurvintegralen beräknas som en integral av en funktion av en reell variabel:
{\displaystyle \int _{\gamma }f(z)\,dz=\int _{a}^{b}f(\gamma (t))\,\gamma \,'(t)\,dt}
När γ är en sluten kurva, det vill säga, dess start- och slutpunkter sammanfaller, används ofta notationen
{\displaystyle \oint _{\gamma }f(z)\,dz}
för kurvintegralen av f längs γ.
Viktiga satser om kurvintegraler är Cauchys integralsats och Cauchys integralformel.

## Kvantmekanik
Den amerikanske fysikern Richard Feynman presenterade i sin doktorsavhandling en alternativ formulering av kvantmekaniken baserad på vägintegraler. Detta kom att kallas vägintegralformuleringen av kvantmekaniken eller funktionalformuleringen av kvantmekaniken.
Idén bygger på dubbelspaltsexperimentet vilket Feynman generaliserar genom att sätta fler väggar mellan partikelkällan och målet. Feynman gjorde tankeexperimentet att sätta dit oändligt många väggar och sedan göra dessa helt fyllda av hål. Då återstår bara strålkällan och målet, men partiklarna skall följa alla möjliga vägar mellan strålkällan och målet.
Resultatet är en kvantmekanisk version av verkansprincipen inom klassisk mekanik. Funktionalformuleringen innebär att partikelns bana är den för vilken integralen
{\displaystyle \int _{x_{1}}^{x_{2}}d[x(t)]e^{i{\frac {1}{\hbar }}S(x,{\dot {x}})}}
är stationär med
{\displaystyle S=\int _{t_{1}}^{t_{2}}dt\,L_{klassisk}(x,\,{\dot {x}})}